# Al-Dżabal al-Achdar (góry w Libii)
Al-Dżabal al-Achdar (arab. الجبل الأخضر, al-Jabal al-Akhḍar), dosł. „Zielone Góry”  – górzysty płaskowyż w północno-wschodniej Libii.

## Położenie
Al-Dżabal al-Achdar leży w północno-wschodniej Libii, w Cyrenajce, w gminie Al-Dżabal al-Achdar. Rozciąga się wzdłuż wybrzeża Morza Śródziemnego na długości 150 km , pomiędzy miastami Al-Mardż i Darna . 

## Geografia
Al-Dżabal al-Achdar to górzysty płaskowyż zbudowany ze skrasowiałych wapieni trzeciorzędowych . Występują tu złoża soli kamiennej i gipsu .  
Wznosi się dwoma stopniami – pierwszy stopień o długości ok. 400 km, wysunięty na północ, wznosi się stromo do wysokości 300 m n.p.m., drugi długości 300 km, wysuwa się na południe i wznosi nieco łagodniej na wysokość 500–600 m n.p.m.  Najwyższe wzniesienia Al-Dżabal al-Achdar sięgają 876 m n.p.m. 
Opada na wschód do kamienistego regionu Al-Buṭnān, a na południe w kierunku Pustyni Libijskiej .
Obszar Al-Dżabal al-Achdar poprzecinany jest dolinami rzek . Charakteryzuje się stosunkowo wysokimi opadami (ok. 375–500 mm rocznie) i relatywnie dużą wilgotnością powietrza . Z temperaturami poniżej 15 °C wyższe partie Al-Dżabal al-Achdar są najchłodniejszym regionem Libii . 
Północne obszary gór porasta niski las z jałowcami i pistacjami . Występują tu liczne rośliny jednoroczne, m.in. stokłosy, mozgi kanaryjskie, wiechliny i życice . Rośnie tu 70–80% wszystkich gatunków roślin występujących na terenie Libii. Im bardziej na południe tym las staje się rzadszy i uboższy w rośliny jednoroczne .
Ze względu na warunki klimatyczne sprzyjające rolnictwu, obszar został skolonizowany
w latach 30. XX w. przez włoskich osadników . Osady zostały opuszczone podczas II wojny światowej, kiedy region stał się jednym z głównych pól bitwy . Po wojnie we włoskich osadach zamieszkali Libijczycy . Mieszkańcy zajmują się uprawą zbóż, winogron, drzew oliwkowych i migdałowych oraz hodowlą zwierząt (wielbłądów, kóz i owiec) . 